# Akerdijk
De Akerdijk is een weg die de dorpen Lijnden en Badhoevedorp verbindt en deel uitmaakt van de ringdijk langs de Ringvaart van de Haarlemmermeerpolder.
De weg begint in Lijnden, in het verlengde van de Lijnderdijk, bij de Hoofdvaart, waar de Hoofdweg Westzijde op de dijk uitkomt.  Aan de Akerdijk staat hier het Gemaal De Lynden, bestaande uit een monumentaal gebouw in neogotische stijl, oorspronkelijk een stoomgemaal, en een onopvallend gebouwtje met een moderne elektrische pompinstallatie dat de waterbemalingstaak heeft overgenomen. De dijk wordt vervolgens 500 meter verder overspannen door de Lijnderbrug, een hoge moderne ophaalbrug, die geen rechtstreekse verbinding met deze weg heeft.
De lintbebouwing van LIjnden loopt over in Badhoevedorp.
Bij de Kamerlinh Onneslaan zijn aan de overkant van de Ringvaart gelegen de Akermolen en het "Sisyfusgemaal", aan de rand van de nieuwbouwwijk De Aker.
De Akerdijk eindigt bij de Badhoevedorpse Sloterweg om over te gaan in de Nieuwemeerdijk.

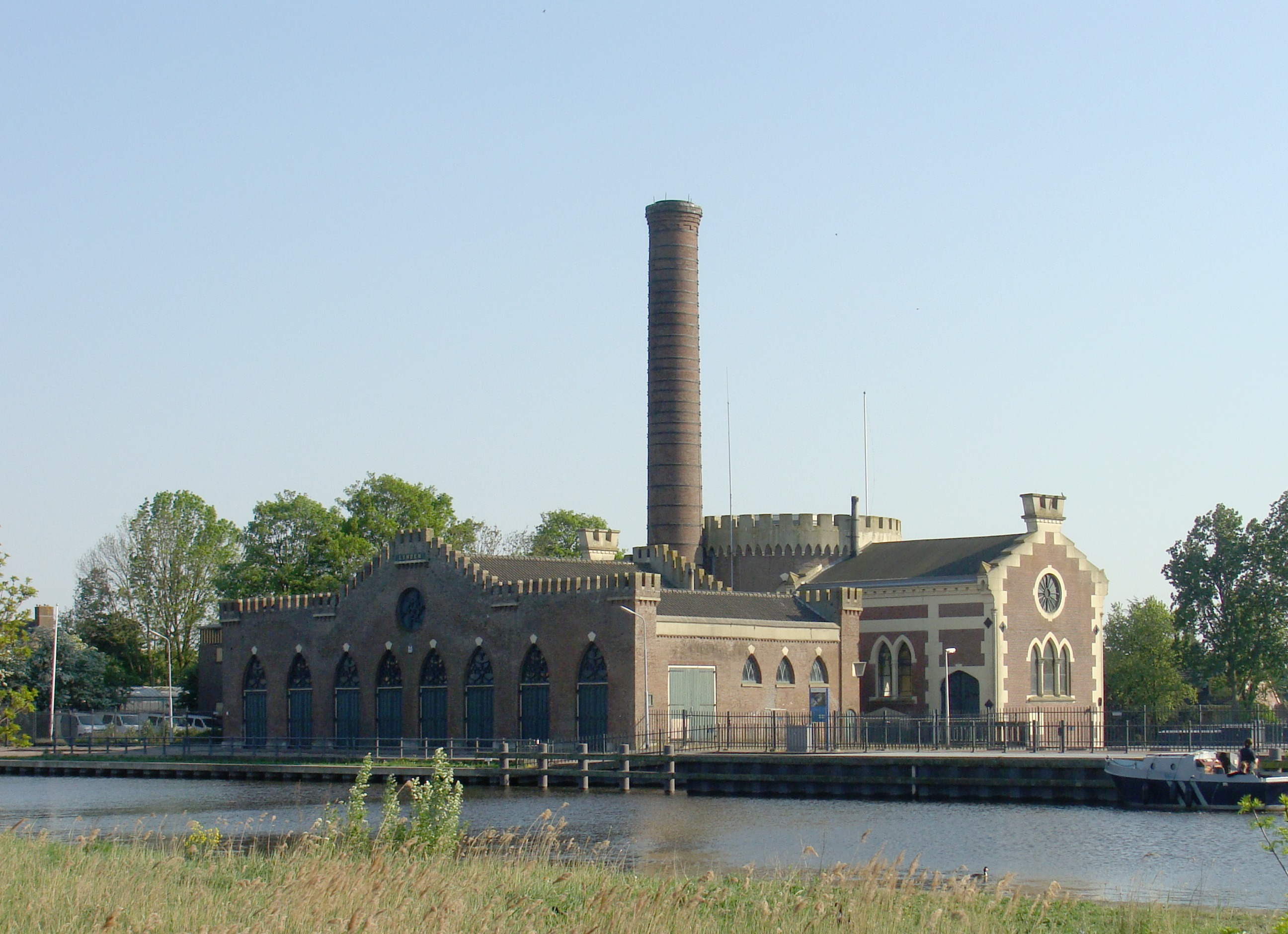
Begin van de Akerdijk: het gemaal
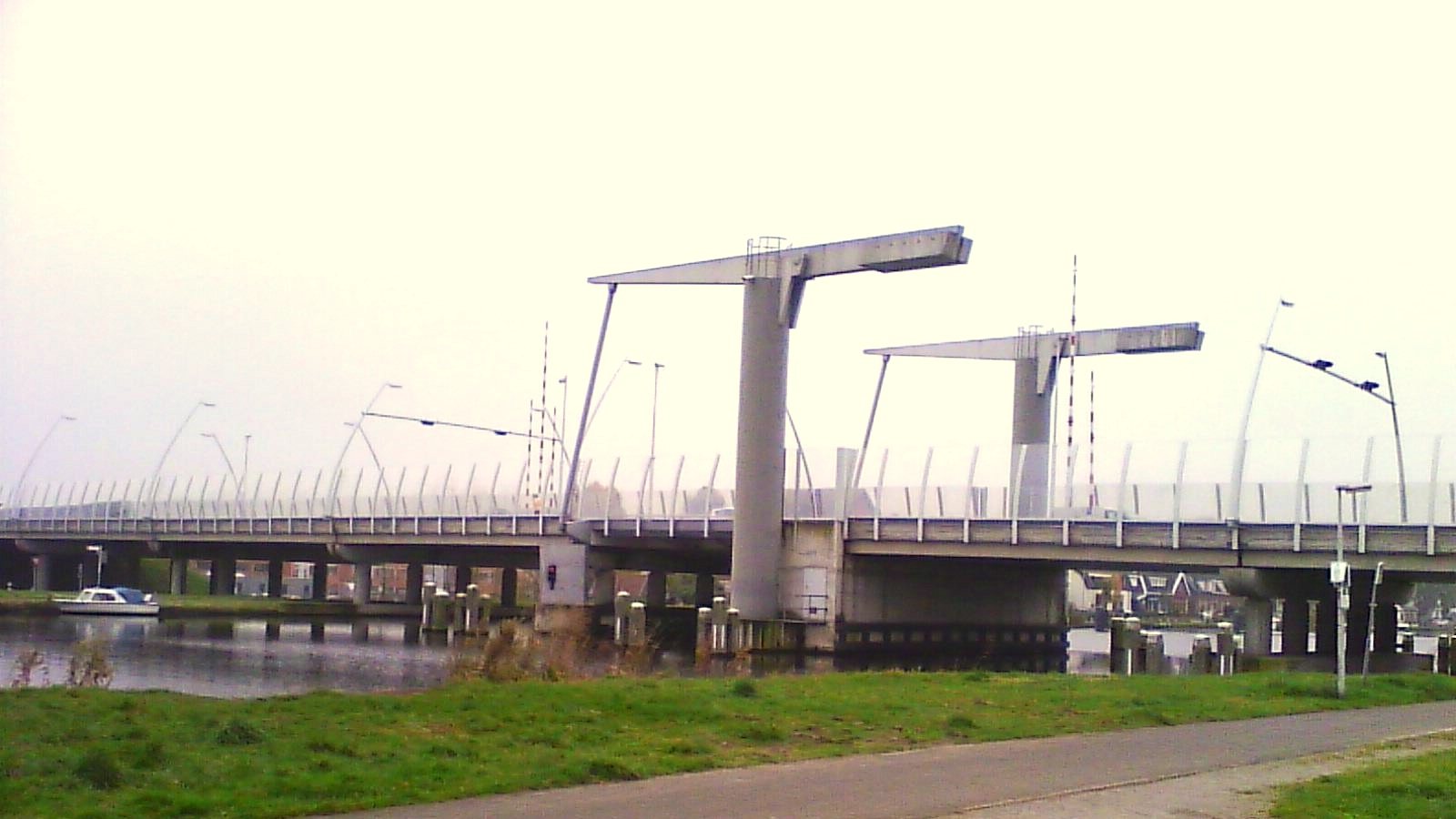
De Lijnderbrug, met aan de overzijde, op de achtergrond, de Akerdijk
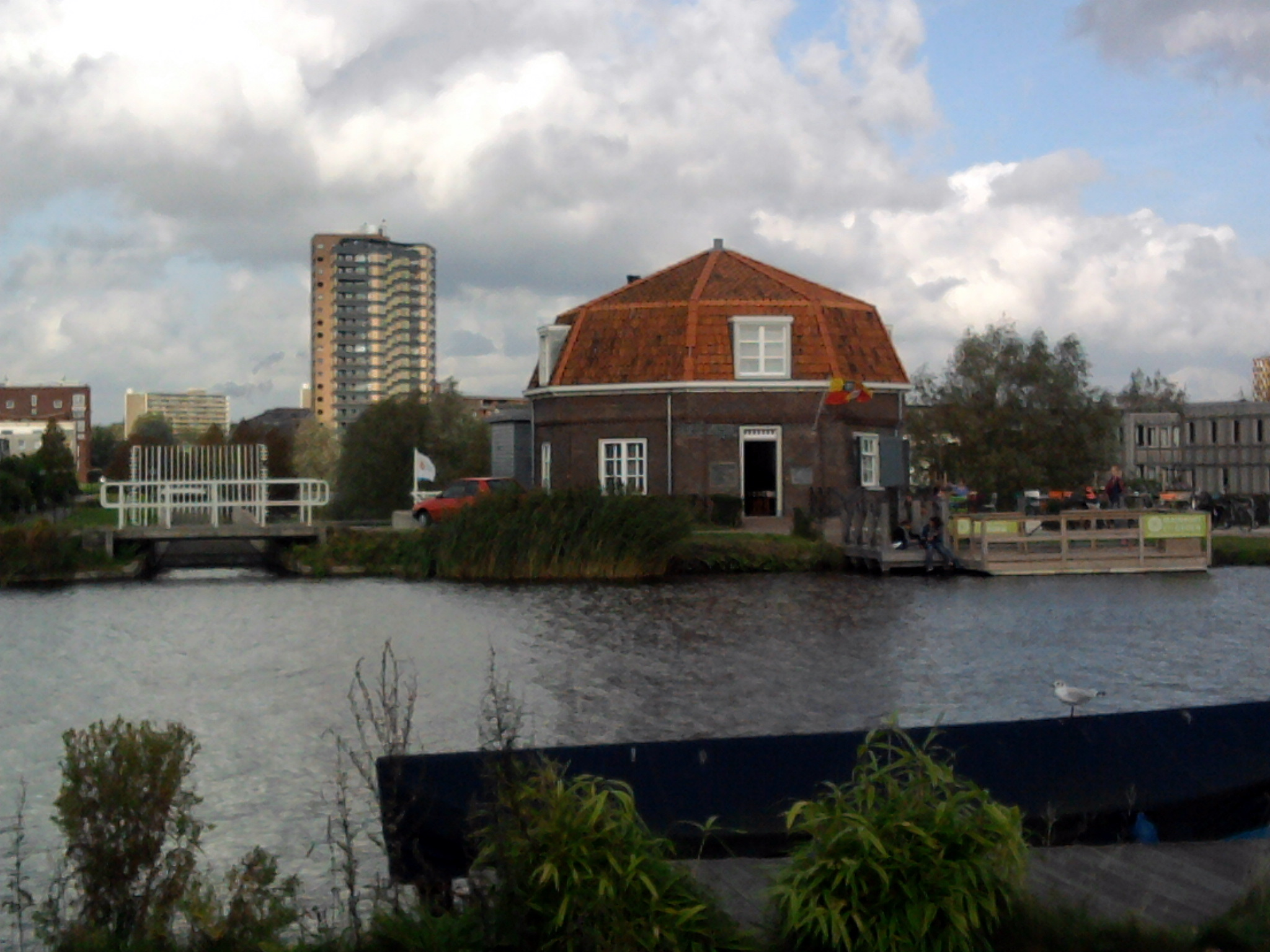
De Akermolen, gezien vanaf de Akerdijk
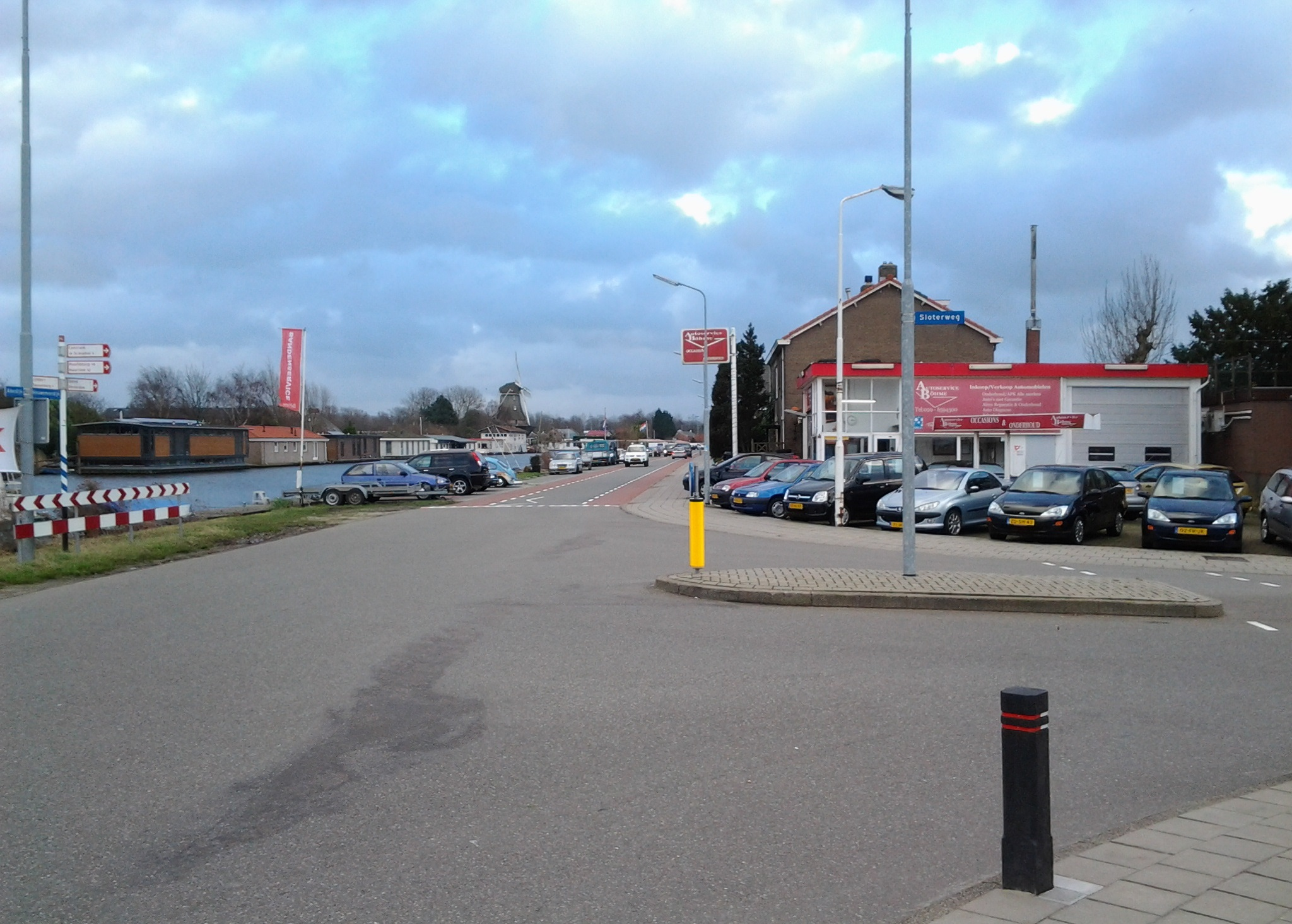
Het einde van de Akerdijk (voor), begin van de Nieuwemeerdijk (achter) en de Sloterweg (rechts)